# Опричник

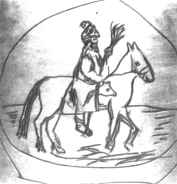
Опричник.
Увеличенное изображение с поддона подсвечника начала XVII века. Экспонируется в Музее-заповеднике «Александровская слобода»

Опри́чник — телохранитель, человек, состоящий в рядах опричного войска (отряда телохранителей), то есть личной гвардии, созданной русским царём Иваном Грозным в рамках его политической реформы в 1565 году.
«Опричник» — более поздний термин для этого явления. Древнерусское слово «опричь» (наречие и предлог), согласно словарю В. И. Даля, означает: «Вне, окроме, снаружи, за пределами чего». Отсюда «опричный» — «отдельный, выделенный, особый». Во времена Ивана Васильевича опричников называли «государевыми людьми». Слово «опричник» вернулось в русский язык стараниями Н. М. Карамзина (употребил в «Истории государства Российского») в начале XIX века и стало нарицательным для тех, кто жестокими мерами боролся с революционерами .

## История
В 1550 году Иван Васильевич «Грозный» планировал при проведении военной реформы в Русском государстве из «лучших» детей боярских сформировать «Избранную тысячу». Основу её должны были составить представители наиболее знатных родов и потомков удельных князей. По замыслу царя, тысячники должны были выполнять важные и многообразные командные (начальствующие) функции, в частности, назначаться полковыми воеводами и головами. Планировалось снабдить их поместьями в окрестностях Москвы, однако осуществить этот проект на то время, по-видимому, не удалось.

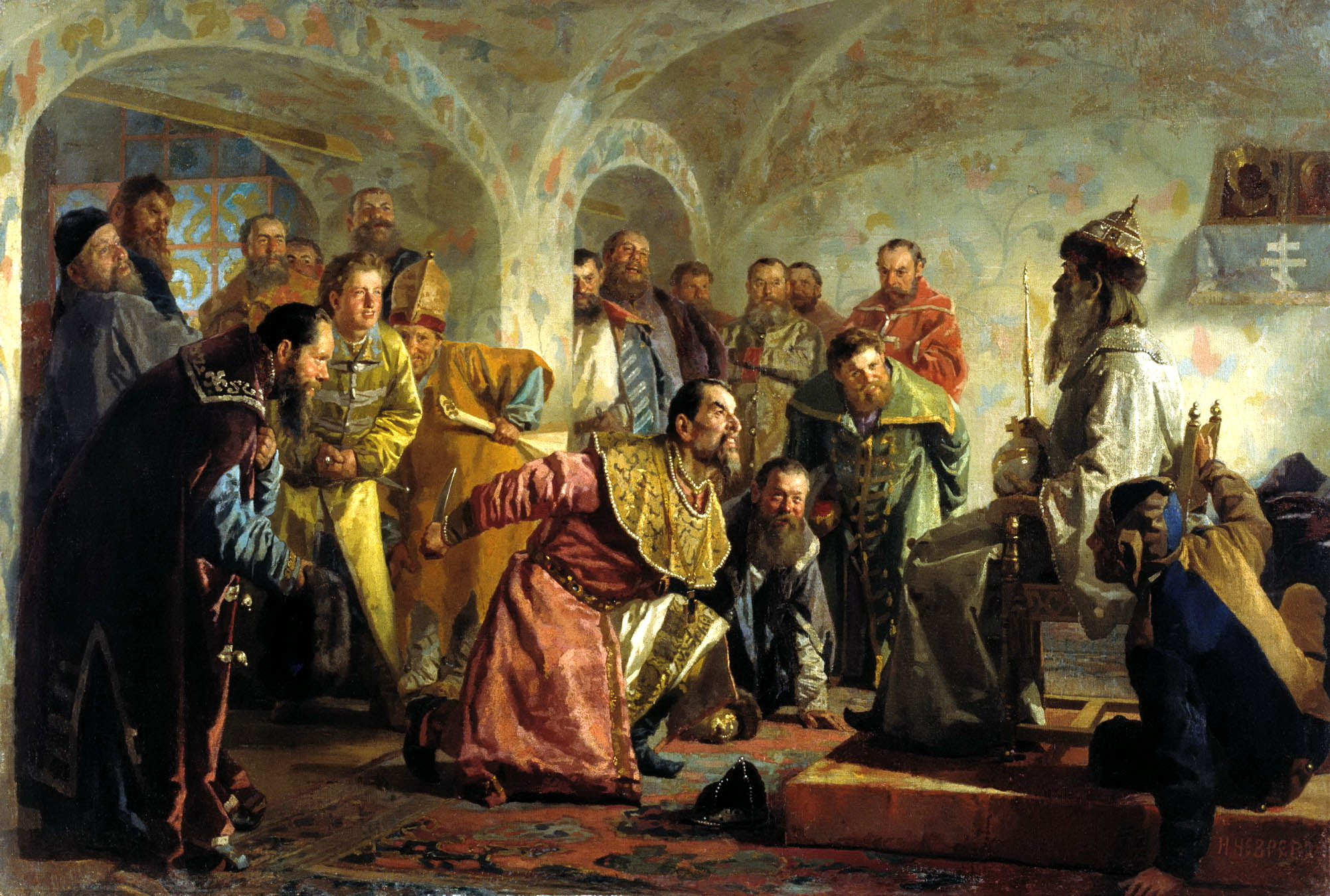
Н. В. Неврев. «Опричники».

Бегство Андрея Курбского в Литву и его опустошительный набег на Великолуцкую область были прологом самого учреждения опричнины.
В 1564 — 1567 годах Московским царём была реализована идея «Избранной тысячи», то есть введена так называемая опричнина (см. Имущество государства). Иван Васильевич отделил часть бояр, служилых и приказных людей и, вообще, весь свой «обиход» сделал особым (отдельным, выделенным), в царских дворцах — Сытном, Кормовом и Хлебенном — был назначен особый штат ключников, поваров, псарей и тому подобное. Служилые люди были разделены на государевых людей (опричных) и земских, таким же образом были разделены и уезды.
По сословному составу опричники были разнородной массой, в которой числились бояре, князья, дворяне, дети боярские как московских, так и городских бояр, были набраны особые отряды стрельцов.
Как утверждали ливонские дворяне Таубе и Крузе, «Опричники (или избранные) должны во время езды иметь известное и заметное отличие, именно следующее: собачьи головы на шее у лошади и метлу на кнутовище. Это обозначает, что они сперва кусают, как собаки, а затем выметают все лишнее из страны». Среди учёных нет единой точки зрения, шла ли речь о настоящих собачьих головах, их символических изображениях или просто о метафоре. Обзор литературы и мнений по данному вопросу даёт Чарльз Гальперин (сам он склоняется к буквальному пониманию сообщений о головах). Метла же могла символизировать чудесное оружие, насмерть поражающее врага. Тем не менее, наличие собачьей головы упоминают не все современники, а «метла» таковой могла и не являться. Так, Г. Штаден пишет: «Опричные должны были носить черные кафтаны и шапки и у колчана, куда прятались стрелы, что-то вроде кисти или метлы, привязанной к палке. По этому узнавали опричников».
Опричники приносили царю клятву в верности, обещая, в частности, жить отдельно от «земских» людей. Наиболее известными опричниками были дворянин Малюта Скуратов, боярин Алексей Басманов, князь Афанасий Вяземский.
На содержание опричников были назначены особые города (около 20) с волостями. В самой столице некоторые улицы (Чертольская, Арбат, Сивцев Вражек, часть Никитской и прочие) были отданы в распоряжение опричников, жители этих улиц были переселены на другие улицы Москвы.
«На посаде улицы взяти в опришнину от Москвы реки: Чертолскую улицу и з Семчиньским селцом и до всполья, да Арбацкую улицу по обе стороны и с Сивцовым Врагом и до Дорогомиловского всполия, да до Никицкой улицы половину улицы, от города едучи левою стороною и до всполия…».

## Структура
К 1573 году на балансе у государя числилось около 2 тыс. опричников. Из них около 700 человек составляла личная гвардия. Остальные делились по четырём приказам: Постельный (хозяйство дворца), Бронный (оружие), Конюшенный (коневодство) и Сытный (продовольствие). В дальнейшем опричное войско достигло 5-6 тыс. человек.

## Идеология
Штаб-квартира опричников располагалась в Александровской слободе. Их жизнь подчинялась уставу, который напоминал монашеский и подразумевал ежедневные богослужения, воздержанность и братские трапезы. Исключительно дворянский состав опричнины (как титулованной, так и не титулованной) и принесение личной присяги главе конгрегации позволяет говорить об опричнине как об орденском образовании — военно-монашеском или военно-политическом ордене опричников.

## Одеяния
Опричники одевались в чёрную одежду, подобную монашеской. Согласно Иоанну Снычеву опричники носили монашеские скуфейки и чёрные подрясники. Г. Штаден пишет: «Опричные должны были носить чёрные кафтаны и шапки и у колчана, куда прятались стрелы, что-то вроде кисти или метлы, привязанной к палке. По этому узнавали опричников».

## Опричник в русской культуре
- И. И. Лажечникову принадлежит трагедия «Опричник».
- В 1870—1872 годах П. И. Чайковский написал оперу «Опричник» на сюжет трагедии И. И. Лажечникова.
- Опричники — действующие лица многих литературных произведений (в том числе поэмы «Песня про царя Ивана Васильевича, молодого опричника и удалого купца Калашникова» М. Ю. Лермонтова, романа «Князь Серебряный» А. К. Толстого), опер («Царская невеста» Н. А. Римского-Корсакова), кинофильмов («Иван Грозный» С. М. Эйзенштейна, «Царь» П. С. Лунгина).
- Российский писатель Владимир Сорокин в 2006 году написал повесть «День опричника».
- Российская рок-группа Рок-Синдром в 2021 выпустила сингл «Опричник».